# Cynar
Cynar (název odvozen od latinského cynara scolymus – artyčok) je italský bylinný likér, alkoholický nápoj, řadících se mezi kořeněné bittery. Má hořkou, trpce sladkou chuť, kterou získal z listů artyčoku a z 13 různých bylin. Obsahuje 16,5 % alkoholu. Tento likér se začal vyrábět na počátku 50. let 20. století.
Cynar může být užíván buď jako aperitiv (obvykle přes led), nebo jako koktejl (smíchaný se sodou a plátkem citronem nebo pomeranče, nebo s colou, vaječným koňakem, tonikem, mlékem nebo s bitter lemon sodou). Evropané jej často míchají s džusem, zejména ve Švýcarsku, kde je Cynar a pomerančový džus velmi populární kombinace. Variace Negroni koktejlu používá Cynar místo Campari. Kvůli složkám artyčoku je Cynar považován za digestiv, stejně jako za aperitiv.
Od roku 1995 je Cynar vyráběn a distribuován firmou Campari Group.